# Наїм Сулейманоглу
Наїм Сулейманоглу (Сулейманов, Шаламанов, тур. Naim Süleymanoğlu, болг. Наим Сюлейманов, 23 січня 1967, Птичар, Народна Республіка Болгарія — 18 листопада 2017) — болгарський, потім турецький важкоатлет, перший в історії важкої атлетики триразовий олімпійський чемпіон, семиразовий чемпіон світу. Встановив 46 світових рекордів. Наїм Сулейманоглу є найтитулованішим важкоатлетом за всю історію важкої атлетики.

## Життєпис
Наїм Сулейманов народився 23 січня 1967 року у Птичарі (Болгарія), етнічний турок. Завжди був невисокого зросту (147 см) і виступав у легкій вазі. Мав прізвисько «Кишеньковий Геркулес» (тур. Cep Herkülü). Він був одним із п'яти спортсменів в історії важкої атлетики, які в поштовху змогли підняти вагу утричі більшу за власну.
Юніорський чемпіонат світу виграв у віці 14 років 9 місяців, набравши в сумі двоєборства 250 кг. Встановив перший світовий рекорд у квітні 1983 року, штовхнувши штангу вагою 160 кг і набравши в сумі 285 кг. На своєму першому дорослому чемпіонаті світу 1983 року у Москві посів друге місце у вазі до 56 кг, але не зміг брати участь в Олімпійських іграх у Лос-Анджелесі, які Болгарія бойкотувала. У важкоатлетичному співтоваристві прийнято вважати Наїма першим і єдиним неофіційними чотириразовим олімпійським чемпіоном як переможця міжнародних змагань «Дружба-84». Потім Сулейманов двічі ставав чемпіоном світу, виступаючи за Болгарію, у 1985 і 1986 роках.
У грудні 1986 року на змаганнях у Мельбурні не повернувся в розташування збірної Болгарії і поїхав до Туреччини, де отримав громадянство і змінив болгарський варіант прізвища на турецький, Сулейманоглу. Після падіння комуністичного режиму у Болгарії його родичі також виїхали до Туреччини.
Для того, щоб Сулейманоглу зміг виступати за Туреччину на міжнародних змаганнях, потрібен був дозвіл Федерації важкої атлетики Болгарії. За дозвіл Болгарія запросила мільйон доларів, які виплатила Турецька республіка. На Олімпійських іграх 1988 року у Сеулі Сулейманоглу став олімпійським чемпіоном у 21 рік. Виграв чемпіонат світу 1989 року, навесні 1990 року оголосив про завершення спортивної кар'єри через проблеми зі спиною, проте повернувся у 1991 році, вигравши чемпіонат світу, а потім і Олімпійські ігри 1992 року у Барселоні. У наступному олімпійському циклі у Сулейманоглу не було поразок — переміг на всіх трьох чемпіонатах світу. У 1996 році він виграв також Олімпійські ігри в Атланті.
Після Олімпіади в Атланті Сулейманоглу знову оголосив про завершення кар'єри, але потім повернувся у спорт для участі в Олімпіаді 2000 року в Сіднеї. Там він замовив собі у ривку 145 кг, що становило світовий рекорд, але у трьох спробах не зміг підняти вагу. У 2001 році він був удостоєний Олімпійського ордена.
Після завершення спортивної кар'єри двічі балотувався до парламенту Туреччини, а також у мери передмістя Стамбула Kıraç у районі Бююкчекмедже, але не був обраний.
Тривалий час страждав на цироз печінки. У 2009 році був у поганому стані і пробув майже три місяці в лікарні .
25 вересня 2017 року був доставлений до лікарні через печінкову недостатність, викликану термінальною стадією цирозу печінки, і знаходився у палаті інтенсивної терапії. 6 жовтня, коли був знайдений відповідний донор печінки, переніс операцію з її трансплантації. 11 листопада через крововиливи в мозок і збільшення набряку йому була зроблена термінова хірургічна операція.
18 листопада Наїм Сулейманоглу помер у лікарні Меморіальний госпіталь Аташехір. Президент Туреччини Реджеп Ердоган висловив свої співчуття.
Молодший брат Наїма — Мухаррем Сулейманоглу (народ. 1969 року) — важкоатлет, виступав на Олімпійських іграх 1992 року в Барселоні.